# Luciano Murillo
Luciano Murillo Vega, (Torrecillas de la Tiesa, Cáceres, 14 de febrero de 1951), exfutbolista español conocido en el mundo del fútbol como Murillo o Murillo I. Defensa de la Real Sociedad en la década de 1970 y de la UD Salamanca a principios de los años 1980.

## Biografía
Luciano Murillo  nació en 1951 en la localidad extremeña de Torrecillas de la Tiesa. Cuando contaba con tres años de edad sus padres emigraron por motivos laborales a la Provincia de Guipúzcoa, por lo que el joven Murillo creció en el País Vasco y se formó como futbolista en la cantera vasca.
Su primer equipo fue el Sporting de Herrera, del barrio donostiarra de Alza. En 1969 es fichado por la Real Sociedad que lo integra en su equipo filial, el San Sebastián CF. Murillo jugó durante tres años en el filial de Tercera División de la Real. En los inicios de su carrera jugaba como medio atacante. 
Su oportunidad de debutar en el primer equipo le llegó finalmente en la temporada 1972-73. Debuta en Primera División el 3 de septiembre de 1972 en un partido ante el Burgos CF. Murillo logró hacerse con un hueco en el equipo como lateral izquierdo. Entró con fuerza en el equipo y durante 5 temporadas fue un fijo en el lateral izquierdo de las alineaciones realistas. Obtuvo con su equipo el cuarto puesto en la Liga las temporadas 73-74 y 74-75 y participó en el debut de la Real en la Copa de la UEFA en 1974. 
La temporada 1977-78 era considerado ya uno de los pesos pesados del equipo y llegó a disputar partidos como capitán. Ese año llegó a la primera plantilla su hermano menor Eliseo, por lo que Luciano comenzó a ser conocido como Murillo I para distinguirlo de su hermano.  Sin embargo esa campaña 1977-78 Julio Olaizola le arrebató el puesto titular y Luciano disputó menos minutos de los que habían sido habituales temporadas anteriores. La situación se intensificó la temporada 1978-79, ya con Alberto Ormaetxea como entrenador, en la que Luciano Murillo permaneció inédito en la Liga, sin jugar un solo minuto. La temporada 1979-80 iba por el mismo camino hasta que a media campaña, Murillo decidió abandonar el club al que llevaba vinculado una década y probar suerte en la UD Salamanca.
El paso de Murillo por la Real Sociedad se resume en siete temporadas y media, 184 partidos oficiales jugados y 14 goles marcados. 158 partidos y 10 goles fueron en la Primera División española. Se marchó del equipo justo en el momento en el que se daba inicio a la edad dorada de la historia del club, por lo que no pudo adornar su palmarés con ningún título.
En la Unión Deportiva Salamanca, Murillo estuvo temporada y media, en las que disputó 17 partidos de Liga. La temporada 1980-81 el club descendió a Segunda División y Murillo colgó las botas.
Después de su retirada se fue a vivir a San Sebastián. Su hijo, Ander Murillo, es también futbolista profesional y ha jugado en el Athletic Club, UD Salamanca (como su padre), Celta de Vigo y actualmente juega en el AEK Larnaca de Chipre.

## Clubes
| Club             | País   | Año       |
| ---------------- | ------ | --------- |
| San Sebastián CF | España | 1969-1972 |
| Real Sociedad    | España | 1972-1980 |
| UD Salamanca     | España | 1980-1981 |